# Lübecker Bedingungen
Die Lübecker Bedingungen für den ausnahmsweise stattfindenden Übergang einzelner Wagen in Schnell-, Eil- und Personenzügen von einer Bahn zur anderen im internationalen Verkehr waren die ersten Rechtsvorschriften für den internationalen Eisenbahnverkehr.
Sie regelten, wie Eisenbahnwagen, die nicht im regelmäßigen, planmäßigen Verkehr unterwegs waren, sondern nur ausnahmsweise verkehrten, ausgerüstet sein mussten und zu behandeln waren, wenn sie grenzüberschreitend verkehrten. Das galt etwa für Salonwagen. Bereits 1902 galten die Lübecker Bedingungen, zum 1. August 1907 traten sie in einer neuen Fassung in Kraft.